# Scène (cinéma)
Pour les articles homonymes, voir Scène.
Deux définitions de la scène au cinéma s'opposent :
- La plus répandue en fait un ensemble de plans et une partie de la séquence. Ainsi, Vincent Pinel la détermine comme une « Suite de plans (ou plan unique) se déroulant dans un même lieu, avec une continuité temporelle, et présentant une cohérence dramatique. »[1]. Le CNRS, sur son site de « Traitement optimisé de la langue » utilise une formule plus lapidaire : « Chacune des actions partielles comportant une unité. »[2]
- Une autre définition fait de la scène au cinéma un ensemble de séquences. Marie-France Briselance et Jean-Claude Morin décrivent ainsi la division scène/séquence : « Séquence, du latin sequentia, suite, c’est-à-dire une suite de plans décrivant une action qui se déroule en un lieu unique et dans un même temps. Les séquences qui se rapportent à la même action mais qui sont tournées chacune en plusieurs lieux et en plusieurs temps forment, elles, une scène, qui n’a bien sûr rien à voir avec son homonyme au théâtre. »[3] Pour eux, la scène est plus vaste qu'une séquence (aussi bien en termes de lieux que de temps), et une scène peut compter en son sein plusieurs séquences qui comportent chacune un ou plusieurs plans. Pour Yannick Vallet aussi, « La séquence est une notion purement cinématographique. Elle désigne une suite de plans exprimant une idée principale à l’intérieur d’une unité dramatique de lieu et de temps. »[4] Cet auteur souligne l'unité de lieu et de temps de la séquence. Seule la scène pourrait inclure plusieurs lieux et plusieurs temps.

## Plan
Un plan est un « fragment de pellicule enregistré entre la mise en marche et l’arrêt de l’appareil de prise de vues ». Appliquée à la fiction et adaptée au contenu utile d’une prise de vues, cette définition devient : « le jeu de scène filmé entre les deux mots magiques du tournage : Action ! et Coupez ! » Au début des années 1890, le premier réalisateur de films, William Kennedy Laurie Dickson appelait ce travail une « scène » (« scene » en anglais), puis Louis Lumière nomma ses bobineaux « vues photographiques animées ». Plus tardivement, Georges Méliès s’inspira du music-hall pour baptiser ses prises de vues « tableaux ». Voilà ce qu’on pouvait lire à l'époque dans un traité pratique de cinéma : « L’exactitude des mouvements reproduits par une vue cinématographique dépend de la façon dont elle a été tournée. Et le choix même de cette expression : « tourner une vue », expression aujourd’hui consacrée par l’usage, atteste l’importance attribuée, en cinématographie, à l’opération initiale. »
En français, le mot plan s’imposa au cours des années 1920 par son usage professionnel à la place de tous ces termes devenus obsolètes. En anglais, ce fut le mot « shot » qui qualifia, comme en français, la combinaison d’une découpe de l’espace (cadrage) et d’une durée temporelle.

## Usage du mot scène
Le mot scène est d'une utilisation restreinte chez les professionnels, plus précisément chez les scénaristes, et parfois mal défini, aussi bien par le grand public que par ceux qui étudient l'écriture audiovisuelle. « Il ne correspond à rien de tangible si ce n’est très spécifiquement pour les scénaristes. » Le CNRS souligne cette vacuité de sens en donnant pour synonyme de scène le mot... séquence.
Dans son livre, La Dramaturgie, fondateur en France des ouvrages sur le sujet, Yves Lavandier lançait déjà le quiproquo entre séquence et scène, en donnant cette définition complémentaire de la scène : « Une scène dramatique peut se dérouler dans plusieurs décors différents, donc comprendre plusieurs scènes logistiques. » Ce que l'auteur définit comme étant des « scènes logistiques », peut en fait correspondre à des séquences, ainsi qu’apparaît ce mot dans le document littéraire final qu’est le découpage technique.
Dans un découpage technique, chaque plan est défini par ce qui le caractérise : son cadrage (ou ses cadrages successifs) par rapport au décor et aux comédiens, son immobilité ou au contraire les mouvements de caméra qui l’animeront : panoramiques ou travellings, ainsi que d’autres données utiles à ce que les assistants-réalisateurs et les techniciens concernés nomment le « dépouillement technique », tel qu’il est ainsi défini : « Document détaillant séquence par séquence et surtout décor par décor tout ce qui est nécessaire lors du tournage de chaque plan : acteurs, figurants, meubles, découvertes, matériel technique, techniciens exceptionnels, accessoires, véhicules (apparaissant dans le film ou nécessaires au déplacement de l’équipe et des acteurs), etc. »
Les plans, numérotés individuellement, sont décrits avec un en-tête caractéristique, où figurent le numéro de séquence et des renseignements de première importance portant sur la lumière, éventuellement la liste des personnages principaux, etc. En un mot, tout renseignement qui paraît utile au réalisateur et à la production pour préparer le tournage des plans. « En pratique - à l’écriture du scénario, l’intitulé de chaque séquence comporte les indications INTERIEUR ou EXTERIEUR puis JOUR ou NUIT ainsi que le lieu (décor) où l’action se déroule »
Les découpages techniques clarifient notamment les éléments géographiques de chaque plan avec les en-têtes suivants, par exemple :
SEQ. 22. PLAN 3. INT. GARAGE. JOUR.→SEQ. 22. PLAN 4. INT. GARAGE. JOUR.→SEQ. 23. PLAN 1. EXT. ROUTE.
Il est significatif que le mot « scène » ne figure jamais dans le libellé de ces en-têtes.

## Extension du mot
Par tradition, la dramaturgie au théâtre ayant précédé celle qu'emploient les cinéastes, le réalisateur de films a été, et est encore, qualifié parfois de « metteur en scène », responsable de sa « mise en scène », dirigeant les « jeux de scène » des comédiens. L'expression, liée au plateau du théâtre (décors et comédiens), amplifie même la qualification du maître d'œuvre d'un film, et le film "à grand spectacle" est souvent désigné par sa "mise en scène", c'est-à-dire par l'ampleur des décors, la richesse des costumes, et la multitude des figurants. Ex. : Une "mise en scène somptueuse".